# 용인시 창작동요제

용인시 창작동요제는, 2007년에 시작되어, 2010년에 폐지된 대한민국의 동요제이다.

용인시 창작동요제는 1회때부터 한국예술총연합회 용인지회(이하 용인예총)가 주최하였다가 2회부터는 용인시가 직접 주최하였다.
용인시 창작동요제는, 용인시민의 문화의 휴식과 아이들에게 즐겨부를 수 있는 동요를 널리 보급하고자 기획되었다.

용인시가 주최하는 관계로 예선을 거쳐 본선에 진출할 12곡을 가려낸뒤, 본선 경연을 통해 시상을 결정한다.
그러나 용인시 창작동요제는 무슨 이유인지 모르겠지만, 예산 문제 및 동요계 진출 부재 및 초등학생의 음악거리가 다양해지면서 초등학생의 가요계 진출 등 여러 가지 사유로 인해 퇴조의 길을 걷게 되었고, 결국 2009년 3회를 끝으로 본 대회가 폐지되었다.

## 역대 대상 수상곡
| 회차             | 연도   | 곡명                      | 작사   | 작곡   | 노래                |
| ---------------- | ------ | ------------------------- | ------ | ------ | ------------------- |
| 제1회            | 2007년 | 바닷가 모래밭에           | 김완기 | 동수연 | 박세린 외 6명(중창) |
| 제2회            | 2008년 | 아빠 어깨위에 무등을 타면 | 이성관 | 류정식 | 김규리              |
| 제3회 (마지막회) | 2009년 | 펭귄                      | 성일용 | 정은하 | 이주연              |

## 역대 수상곡 전체 내용
| 일시 : 2007년 6월 30일 (금) 오후 7시 30분 장소 : 용인시 행정타운 내 문화예술원 3층 참가팀 : \| 참가번호 \| 곡명 \| 작사 \| 작곡 \| 가창자 \| 비고 \| \| -------- \| ----------------- \| ----------- \| ------ \| ------------- \| ------ \| \| 1 \| 친구에게 \| 한예찬 \| 이근호 \| 박정선 \| 금상 \| \| 2 \| 바닷가 모래밭에 \| 김완기 \| 동수연 \| 박세린 외 5명 \| 대상 \| \| 3 \| 농악놀이 \| 선용 \| 조경찬 \| 홍조은 \| \| \| 4 \| 다시 만날 날 \| 김영희 \| 김유정 \| 류진 \| \| \| 5 \| 봄날 교실 \| 김교현 \| 이은정 \| 안재경 외 9명 \| 인기상 \| \| 6 \| 가을 도화지 \| 박후락 \| 한혜원 \| 이은지 \| \| \| 7 \| 허수아비 덩실덩실 \| 이슬기 \| 류동일 \| 차재희 외 7명 \| 장려상 \| \| 8 \| 하얀 아침 \| 한예찬 \| 류정식 \| 전화영 외 5명 \| 동상 \| \| 9 \| 아기 잠자리 \| 연우 김명희 \| 정연택 \| 장윤영 \| 은상 \| \| 10 \| 들국화 친구 \| 김종영 \| 최경진 \| 김가은 \| \| \| 11 \| 하늘의 선물 \| 성일용 \| 정은하 \| 박민지 \| \| \| 12 \| 외갓집 가는 길 \| 박은주 \| 석광희 \| 이윤지 \| 장려상 \| \| 13 \| 우산 속 노래 \| 연우 김명희 \| 임수연 \| 임효진 외 9명 \| 장려상 \| |                   |             |        |               |        |
| 참가번호 | 곡명              | 작사        | 작곡   | 가창자        | 비고   |
| 1 | 친구에게          | 한예찬      | 이근호 | 박정선        | 금상   |
| 2 | 바닷가 모래밭에   | 김완기      | 동수연 | 박세린 외 5명 | 대상   |
| 3 | 농악놀이          | 선용        | 조경찬 | 홍조은        |        |
| 4 | 다시 만날 날      | 김영희      | 김유정 | 류진          |        |
| 5 | 봄날 교실         | 김교현      | 이은정 | 안재경 외 9명 | 인기상 |
| 6 | 가을 도화지       | 박후락      | 한혜원 | 이은지        |        |
| 7 | 허수아비 덩실덩실 | 이슬기      | 류동일 | 차재희 외 7명 | 장려상 |
| 8 | 하얀 아침         | 한예찬      | 류정식 | 전화영 외 5명 | 동상   |
| 9 | 아기 잠자리       | 연우 김명희 | 정연택 | 장윤영        | 은상   |
| 10 | 들국화 친구       | 김종영      | 최경진 | 김가은        |        |
| 11 | 하늘의 선물       | 성일용      | 정은하 | 박민지        |        |
| 12 | 외갓집 가는 길    | 박은주      | 석광희 | 이윤지        | 장려상 |
| 13 | 우산 속 노래      | 연우 김명희 | 임수연 | 임효진 외 9명 | 장려상 |

| 일시 : 2008년 6월 7일 (토) 오후 5시 장소 : 용인시 여성회관 참가팀 : \| 참가번호 \| 곡명 \| 작사 \| 작곡 \| 가창자 \| 비고 \| \| -------- \| ----------------------- \| ------ \| ------ \| -------------- \| ------------------ \| \| 1 \| 인형나라 여행 \| 곽미소 \| 최오희 \| 정여진 외 7명 \| \| \| 2 \| 징검다리 \| 박선미 \| 오희섭 \| 장주희 \| 장려상 \| \| 3 \| 전학가기 전날 \| 채경록 \| 채경록 \| 박채리 \| 동상, 고운노랫말상 \| \| 4 \| 모과와 꼴뚜기 \| 박용진 \| 노주원 \| 방상원 외 9명 \| 인기상 \| \| 5 \| 흰나비와 초록바람 \| 김종영 \| 정은하 \| 장푸름 \| \| \| 6 \| 나의 꿈 \| 한예찬 \| 손정아 \| 박정선 \| \| \| 7 \| 둘이서 우리 둘이 \| 현혜수 \| 강선주 \| 원유리, 최여완 \| \| \| 8 \| 겨울밤 \| 한예찬 \| 이수하 \| 조다은 \| \| \| 9 \| 아빠 어깨위 무등을 타면 \| 이성관 \| 류정식 \| 김규리 \| 대상 \| \| 10 \| 내일 시간표 \| 정수은 \| 임수연 \| 백채환 외 8명 \| 금상 \| \| 11 \| 작은 나비의 꿈 \| 김유정 \| 배인숙 \| 안선호 \| \| \| 12 \| 참 좋은 친구 \| 김원겸 \| 유재봉 \| 강윤 \| 은상 \| |                         |        |        |                |                    |
| 참가번호 | 곡명                    | 작사   | 작곡   | 가창자         | 비고               |
| 1 | 인형나라 여행           | 곽미소 | 최오희 | 정여진 외 7명  |                    |
| 2 | 징검다리                | 박선미 | 오희섭 | 장주희         | 장려상             |
| 3 | 전학가기 전날           | 채경록 | 채경록 | 박채리         | 동상, 고운노랫말상 |
| 4 | 모과와 꼴뚜기           | 박용진 | 노주원 | 방상원 외 9명  | 인기상             |
| 5 | 흰나비와 초록바람       | 김종영 | 정은하 | 장푸름         |                    |
| 6 | 나의 꿈                 | 한예찬 | 손정아 | 박정선         |                    |
| 7 | 둘이서 우리 둘이        | 현혜수 | 강선주 | 원유리, 최여완 |                    |
| 8 | 겨울밤                  | 한예찬 | 이수하 | 조다은         |                    |
| 9 | 아빠 어깨위 무등을 타면 | 이성관 | 류정식 | 김규리         | 대상               |
| 10 | 내일 시간표             | 정수은 | 임수연 | 백채환 외 8명  | 금상               |
| 11 | 작은 나비의 꿈          | 김유정 | 배인숙 | 안선호         |                    |
| 12 | 참 좋은 친구            | 김원겸 | 유재봉 | 강윤           | 은상               |

| 일시 : 2009년 6월 13일 (토) 오후 5시 장소 : 죽전 야외음악당 참가팀 : \| 참가번호 \| 곡명 \| 작사 \| 작곡 \| 가창자 \| 비고 \| \| -------- \| -------------------- \| ------ \| ------ \| -------------- \| ------ \| \| 1 \| 기분 좋은 아침 \| 서은희 \| 서은희 \| 김규빈 \| \| \| 2 \| 비 온 뒤의 바람은 \| 김기연 \| 김재한 \| 주혜린 외 6명 \| \| \| 3 \| 아기 빗방울 \| 김정녀 \| 김송이 \| 유승현 \| \| \| 4 \| 노래는 요술쟁이 \| 인윤희 \| 김신혜 \| 서정인 외 8명 \| \| \| 5 \| 여우 이야기 \| 유영미 \| 이기경 \| 이규빈 \| 금상 \| \| 6 \| 비누방울 가족여행 \| 최수준 \| 이호석 \| 박재진, 주세은 \| 장려상 \| \| 7 \| 오색빛 가을 \| 문정은 \| 최재혁 \| 성태현 \| 은상 \| \| 8 \| 동그라미 그리는 친구 \| 김에녹 \| 손정아 \| 김소현 외 8명 \| 장려상 \| \| 9 \| 펭귄 \| 성일용 \| 정은하 \| 이주연 \| 대상 \| \| 10 \| 참새네 말 참새네 글 \| 신현득 \| 김지원 \| 이다경 외 9명 \| 동상 \| \| 11 \| 할머니 사랑해요 \| 하아영 \| 정희선 \| 장이수 \| \| \| 12 \| 오월의 푸른 꿈 \| 이수영 \| 허정희 \| 이다정 외 4명 \| \| \| 13 \| 해님 \| 전선 \| 최아람 \| 강신 \| \| \| 14 \| 사랑한다 말 한마디 \| 박정은 \| 김영민 \| 최선아 외 6명 \| 장려상 \| |                      |        |        |                |        |
| 참가번호 | 곡명                 | 작사   | 작곡   | 가창자         | 비고   |
| 1 | 기분 좋은 아침       | 서은희 | 서은희 | 김규빈         |        |
| 2 | 비 온 뒤의 바람은    | 김기연 | 김재한 | 주혜린 외 6명  |        |
| 3 | 아기 빗방울          | 김정녀 | 김송이 | 유승현         |        |
| 4 | 노래는 요술쟁이      | 인윤희 | 김신혜 | 서정인 외 8명  |        |
| 5 | 여우 이야기          | 유영미 | 이기경 | 이규빈         | 금상   |
| 6 | 비누방울 가족여행    | 최수준 | 이호석 | 박재진, 주세은 | 장려상 |
| 7 | 오색빛 가을          | 문정은 | 최재혁 | 성태현         | 은상   |
| 8 | 동그라미 그리는 친구 | 김에녹 | 손정아 | 김소현 외 8명  | 장려상 |
| 9 | 펭귄                 | 성일용 | 정은하 | 이주연         | 대상   |
| 10 | 참새네 말 참새네 글  | 신현득 | 김지원 | 이다경 외 9명  | 동상   |
| 11 | 할머니 사랑해요      | 하아영 | 정희선 | 장이수         |        |
| 12 | 오월의 푸른 꿈       | 이수영 | 허정희 | 이다정 외 4명  |        |
| 13 | 해님                 | 전선   | 최아람 | 강신           |        |
| 14 | 사랑한다 말 한마디   | 박정은 | 김영민 | 최선아 외 6명  | 장려상 |

## 같이 보기
- KBS 초록동요제
- KBS 창작동요대회
- MBC 창작동요제
- EBS 고운노래발표회
- 서덕출 창작동요제
- 고향의 봄 창작동요제
- 국악동요제
- 성남 박태현 전국 창작동요제
- 유니세프 국제어린이음악제 한국예선